# Oxydia subfalcata
Oxydia subfalcata là một loài bướm đêm trong họ Geometridae.